# Lockheed Explorer
Die Lockheed Explorer war ein ursprünglich für Langstreckenflüge zur Erforschung der Antarktis geplantes Flugzeug des US-amerikanischen Herstellers Lockheed Aircraft Company. Die Explorer war das am wenigsten erfolgreiche Baumuster der frühen Lockheed-Entwicklungen.

## Geschichte

### Entwicklung
Die Explorer wurde von Jack Northrop 1927, etwa zur gleichen Zeit wie die Vega entworfen. Er kombinierte hierbei den hölzernen Rumpf der Vega mit einer freitragenden Tragfläche in Tiefdeckerauslegung. Der Sitz des Piloten befand sich in einem offenen Cockpit hinter den Flügeln.
Der Polarforscher Sir Hubert Wilkins führte im April 1928 mit einer Lockheed Vega den ersten Flug über die Arktis durch, dem im November 1928 mit dem gleichen Flugzeug zwei Forschungsflüge in der Antarktis folgten. Zwischenzeitlich hatte Wilkins erwogen, für die Antarktis-Flüge die Explorer, ausgerüstet mit einem zentralen und zwei einziehbaren äußeren Stützschwimmern, einzusetzen. Er erteilte Lockheed einen provisorischen Auftrag zum Bau einer Maschine. Nachdem er sie aber schließlich für diesen Zweck als nicht geeignet ansah, stoppte man die weitere Entwicklung bei Lockheed. Wilkins setzte dann stattdessen die mit zwei Schwimmern ausgestattete Vega ein. Den Namen Explorer hatte Lockheed zu Ehren von Wilkins gewählt, da dieser mit seinen Flügen Lockheed weltweit bekannt gemacht hatte.
Danach wurde mit der Explorer ein Non-stop-Flug zwischen den USA und Japan versucht, unterstützt vom Geschäftsmann John Buffelen und Mitgliedern der Tacoma Chamber of Commerce, die den geplanten Flug als Werbung für die Region ansahen. Da weder die Vega noch die Air Express für die Mitführung der benötigten Treibstoffmenge umgebaut werden konnten, nahm Jerry Vultee als Nachfolger von Northrop als Chefkonstrukteur die Arbeiten der Explorer wieder auf. Die City of Tacoma wurde am 18. Juni 1929 fertiggestellt und im gleichen Monat erfolgte der Erstflug. Der Start für den Trans-Pazifik-Flug fand auf dem Pierce County Airport (Washington) auf einer speziellen geneigten Rampe statt. Hierbei geriet die Maschine außer Kontrolle und musste abgeschrieben werden, lediglich einzelne Teile konnte man retten.
Die als Ersatz gebaute zweite City of Tacoma wurde im September 1929 mit den geretteten Teilen und dem Triebwerk der ersten Maschine fertiggestellt. Zur Reichweitenvergrößerung konnte das Fahrwerk nach dem Start abgesprengt werden, wonach die Landung auf einer Kufe erfolgen sollte. Diese Maschine stürzte infolge starken Leitwerkflatterns am 18. September 1929 beim Erstflug ab und musste als Totalschaden abgeschrieben werden.
Lockheed war dadurch gezwungen, eine dritte Maschine zu bauen, wobei sich wegen der zahlreichen Änderungen die Bezeichnung von Explorer 4 in Explorer 7 änderte. Es wurde ein geändertes Seitenleitwerk, ein neues Triebwerk und erstmals eine V-Stellung der Tragflächen eingesetzt. Eine zweimonatige Flugerprobung verlief erfolgreich, es blieb lediglich noch die Startfähigkeit bei voller Treibstoffzuladung nachzuweisen. Hierfür wurde die Maschine zum Muroc Dry Lake überführt, wo das Flugzeug am 24. Mai 1930 beim ersten Testflug mit vollen Tanks abstürzte und ausbrannte.
Die zweite im April 1930 fertiggestellte Explorer 7 hatten einen etwas verringerten Tankinhalt und wurde von der Pure Oil Company erworben, wo sie den Namen Blue Flash erhielt. Bevor mit geplanten Langstreckenflügen begonnen werden konnte, kam es mit der die Maschine zu einem Unfall. Nach der Reparatur bei Lockheed führte sie am 9./10. November 1930 den ersten Non-stop-Flug von New York in die Kanalzone durch. Nur elf Tage nach diesem Flug zerstörte ein weiterer Unfall das Flugzeug fast vollständig. Teile davon wurden in die USA zurückgebracht und die Tragfläche mit einem Orion-9E-Rumpf (NC12283) zu einem Orion-Explorer-Hybrid zusammengefügt. In diesem Flugzeug starben am 15. August 1935 Wiley Post sowie Will Rogers bei einem Absturz in der Nähe des Dorfes Walakpi in Alaska.

### Gebaute Exemplare
Die vier gebauten Exemplare wurden alle bei Abstürzen zerstört.
- Werknr. 2: Explorer 4, Luftfahrzeugkennzeichen NR856H
- Werknr. 116: Explorer 4, Luftfahrzeugkennzeichen NR856H (Ersatz für Werknr. 2)
- Werknr. 147: Explorer 7, Luftfahrzeugkennzeichen NR100W
- Werknr. 148: Explorer 7, Luftfahrzeugkennzeichen NR101W

## Technische Daten
| Kenngröße                  | Daten (1. Explorer 4)                                    |
| -------------------------- | -------------------------------------------------------- |
| Besatzung                  | 1                                                        |
| Länge                      | 8,38 m                                                   |
| Spannweite                 | 14,78 m                                                  |
| Flügelfläche               | 29 m²                                                    |
| Flächenbelastung           | 140,5 kg/m²                                              |
| Höhe                       | 2,49 m                                                   |
| Reichweite                 | 8.850 km                                                 |
| Höchstgeschwindigkeit      | 265 km/h                                                 |
| Steigrate                  | 366 m/min                                                |
| Max. Flughöhe              | 12.500 m                                                 |
| Leermasse                  | 1.395 kg                                                 |
| Max. Startmasse (normal)   | 4.086 kg                                                 |
| Max. Startmasse (Überlast) | 5.481 kg                                                 |
| Triebwerke                 | ein Pratt & Whitney R-1340 mit einer Leistung von 450 PS |